# Grand Prix Europy 1995
Grand Prix Europy 1995 (oryg. Grand Prix of Europe) – 14. runda Mistrzostw Świata Formuły 1 w sezonie 1995, która odbyła się 29 września - 1 października 1995, po raz 13. na torze Nürburgring.
40. Grand Prix Europy, szóste zaliczane do Mistrzostw Świata Formuły 1.

## Wyniki

### Kwalifikacje
| P  | Nr | Kierowca                 | Konstruktor(-silnik) | Opony | Czas     | Odstęp   | Strata   |
| -- | -- | ------------------------ | -------------------- | ----- | -------- | -------- | -------- |
| 1  | 6  | David Coulthard          | Williams-Renault     | G     | 1:18.738 | -        | -        |
| 2  | 5  | Damon Hill               | Williams-Renault     | G     | 1:18.972 | 0:00.234 | 0:00.234 |
| 3  | 1  | Michael Schumacher       | Benetton-Renault     | G     | 1:19.150 | 0:00.178 | 0:00.412 |
| 4  | 28 | Gerhard Berger           | Ferrari              | G     | 1:19.821 | 0:00.671 | 0:01.083 |
| 5  | 15 | Eddie Irvine             | Jordan-Peugeot       | G     | 1:20.488 | 0:00.667 | 0:01.750 |
| 6  | 27 | Jean Alesi               | Ferrari              | G     | 1:20.510 | 0:00.022 | 0:01.772 |
| 7  | 2  | Johnny Herbert           | Benetton-Renault     | G     | 1:20.653 | 0:00.143 | 0:01.915 |
| 8  | 30 | Heinz-Harald Frentzen    | Sauber-Ford          | G     | 1:20.749 | 0:00.096 | 0:02.011 |
| 9  | 8  | Mika Häkkinen            | McLaren-Mercedes     | G     | 1:20.866 | 0:00.117 | 0:02.128 |
| 10 | 7  | Mark Blundell            | McLaren-Mercedes     | G     | 1:20.909 | 0:00.043 | 0:02.171 |
| 11 | 14 | Rubens Barrichello       | Jordan-Peugeot       | G     | 1:21.211 | 0:00.302 | 0:02.473 |
| 12 | 25 | Martin Brundle           | Ligier-Mugen-Honda   | G     | 1:21.541 | 0:00.330 | 0:02.803 |
| 13 | 29 | Jean-Christophe Boullion | Sauber-Ford          | G     | 1:22.059 | 0:00.518 | 0:03.321 |
| 14 | 26 | Olivier Panis            | Ligier-Mugen-Honda   | G     | 1:22.062 | 0:00.003 | 0:03.324 |
| 15 | 4  | Mika Salo                | Tyrrell-Yamaha       | G     | 1:23.058 | 0:00.996 | 0:04.320 |
| 16 | 23 | Pedro Lamy               | Minardi-Ford         | G     | 1:23.328 | 0:00.270 | 0:04.590 |
| 17 | 9  | Massimiliano Papis       | Footwork-Hart        | G     | 1:23.689 | 0:00.361 | 0:04.951 |
| 18 | 24 | Luca Badoer              | Minardi-Ford         | G     | 1:23.760 | 0:00.071 | 0:05.022 |
| 19 | 3  | Gabriele Tarquini        | Tyrrell-Yamaha       | G     | 1:24.286 | 0:00.526 | 0:05.548 |
| 20 | 17 | Andrea Montermini        | Pacific-Ford         | G     | 1:24.696 | 0:00.410 | 0:05.958 |
| 21 | 10 | Taki Inoue               | Footwork-Hart        | G     | 1:24.900 | 0:00.204 | 0:06.162 |
| 22 | 21 | Pedro Diniz              | Forti-Ford           | G     | 1:25.157 | 0:00.257 | 0:06.419 |
| 23 | 22 | Roberto Moreno           | Forti-Ford           | G     | 1:26.098 | 0:00.941 | 0:07.360 |
| 24 | 16 | Jean-Denis Délétraz      | Pacific-Ford         | G     | 1:27.853 | 0:01.755 | 0:09.115 |
| P  | Nr | Kierowca                 | Konstruktor(-silnik) | Opony | Czas     | Odstęp   | Strata   |

### Wyścig
| P                 | + / – | Nr | Kierowca                 | Konstruktor        | Opony | Okr. | Czas / Strata | Komentarz         |
| ----------------- | ----- | -- | ------------------------ | ------------------ | ----- | ---- | ------------- | ----------------- |
| 1                 | 2     | 1  | Michael Schumacher       | Benetton-Renault   | G     | 67   | 1h39:59.044   |                   |
| 2                 | 4     | 27 | Jean Alesi               | Ferrari            | G     | 67   | +0:02.684     |                   |
| 3                 | 2     | 6  | David Coulthard          | Williams-Renault   | G     | 67   | +0:35.382     |                   |
| 4                 | 7     | 14 | Rubens Barrichello       | Jordan-Peugeot     | G     | 66   | +1 okr.       |                   |
| 5                 | 2     | 2  | Johnny Herbert           | Benetton-Renault   | G     | 66   | +1 okr.       |                   |
| 6                 | 1     | 15 | Eddie Irvine             | Jordan-Peugeot     | G     | 66   | +1 okr.       |                   |
| 7                 | 5     | 25 | Martin Brundle           | Ligier-Mugen-Honda | G     | 66   | +1 okr.       |                   |
| 8                 | 1     | 8  | Mika Häkkinen            | McLaren-Mercedes   | G     | 65   | +2 okr.       |                   |
| 9                 | 7     | 23 | Pedro Lamy               | Minardi-Ford       | G     | 64   | +3 okr.       |                   |
| 10                | 5     | 4  | Mika Salo                | Tyrrell-Yamaha     | G     | 64   | +3 okr.       |                   |
| 11                | 7     | 24 | Luca Badoer              | Minardi-Ford       | G     | 64   | +3 okr.       |                   |
| 12                | 5     | 9  | Massimiliano Papis       | Footwork-Hart      | G     | 64   | +3 okr.       |                   |
| 13                | 9     | 21 | Pedro Diniz              | Forti-Ford         | G     | 62   | +5 okr.       |                   |
| 14                | 5     | 3  | Gabriele Tarquini        | Tyrrell-Yamaha     | G     | 61   | +6 okr.       |                   |
| 15                | 9     | 16 | Jean-Denis Délétraz      | Pacific-Ford       | G     | 60   | +7 okr.       |                   |
| Niesklasyfikowani |       |    |                          |                    |       |      |               |                   |
|                   |       | 5  | Damon Hill               | Williams-Renault   | G     | 58   |               | wypadek           |
|                   |       | 17 | Andrea Montermini        | Pacific-Ford       | G     | 45   |               | brak paliwa       |
|                   |       | 29 | Jean-Christophe Boullion | Sauber-Ford        | G     | 44   |               | wypadek           |
|                   |       | 28 | Gerhard Berger           | Ferrari            | G     | 40   |               | elektryka         |
|                   |       | 22 | Roberto Moreno           | Forti-Ford         | G     | 22   |               | półoś napędowa    |
|                   |       | 30 | Heinz-Harald Frentzen    | Sauber-Ford        | G     | 17   |               | kolizja z Dinizem |
|                   |       | 26 | Olivier Panis            | Ligier-Mugen-Honda | G     | 14   |               | poślizg           |
|                   |       | 7  | Mark Blundell            | McLaren-Mercedes   | G     | 14   |               | wypadek           |
|                   |       | 10 | Taki Inoue               | Footwork-Hart      | G     | 0    |               | elektryka         |
| P                 | + / – | Nr | Kierowca                 | Konstruktor        | Opony | Okr. | Czas / Strata | Komentarz         |

### Najszybsze okrążenie
| Nr | Kierowca           | Konstruktor      | Opony | Czas     | Okr. |
| -- | ------------------ | ---------------- | ----- | -------- | ---- |
| 1  | Michael Schumacher | Benetton-Renault | G     | 1:21.180 | 57   |